# Air Force One
Pour les articles homonymes, voir Air Force One (homonymie).

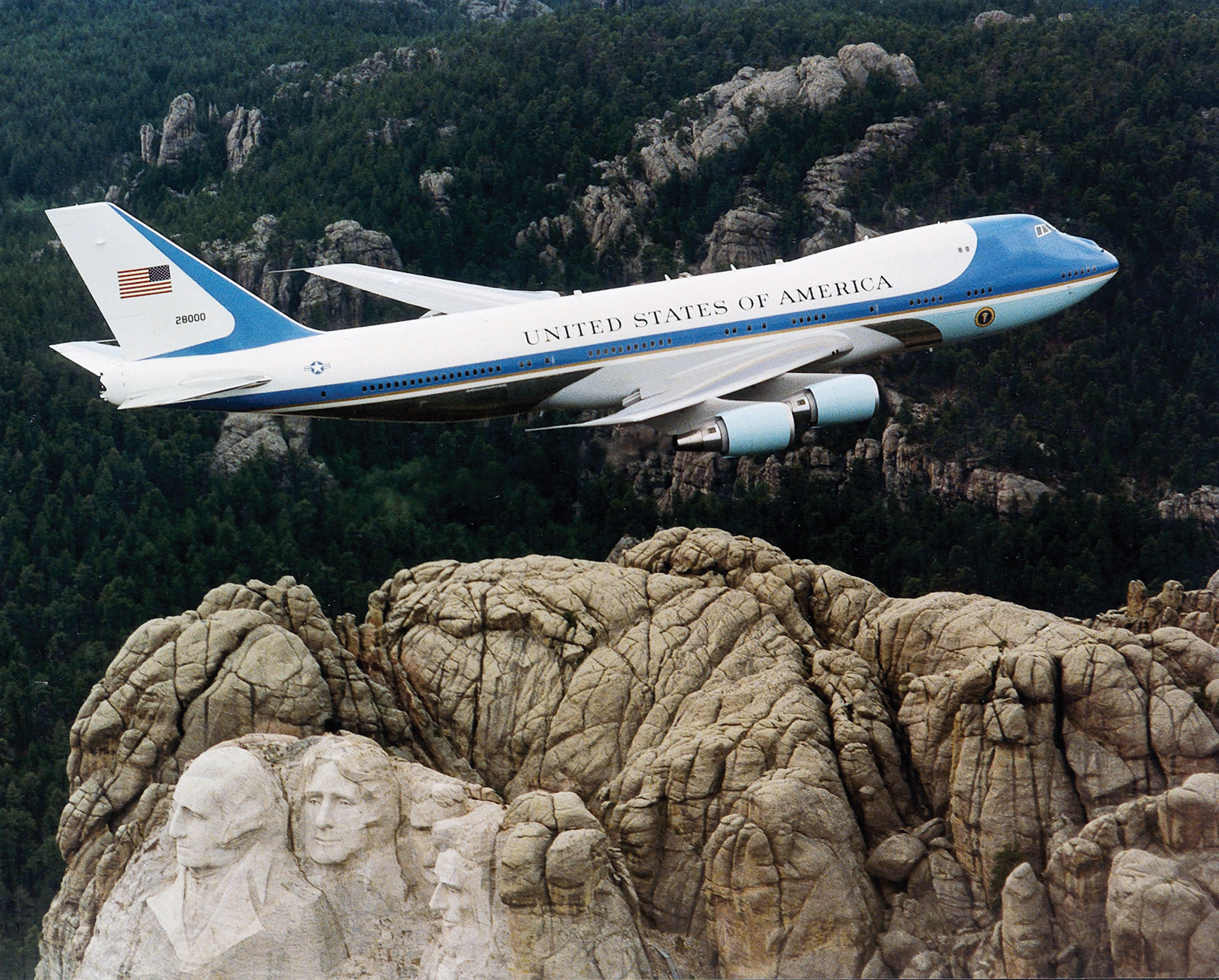
L'actuel Air Force One survolant le mont Rushmore dans le Dakota du Sud.

Air Force One est l'indicatif d'appel de tout aéronef de l'United States Air Force dans lequel se trouve le président des États-Unis.
Depuis 1990, la flotte présidentielle comprend deux Boeing 747-200 réaménagés et spécialement équipés de manière que le président et son équipe puissent se déplacer de façon souple et sûre tout en gardant le contact avec les responsables civils ou militaires afin de ne provoquer aucun retard de réaction en cas de crise. La désignation de l'US Air Force pour ces 747 réaménagés est Boeing VC-25A. Les deux appareils sont différenciés par leur codes d'empennage : « 28 000 » et « 29 000 ». Même si Air Force One se réfère au seul avion de l'US Air Force à bord duquel se trouve le président des États-Unis, ce terme est désormais communément employé pour désigner l'un ou l'autre de ces 747 présidentiels.
La flotte présidentielle comprend aussi des Boeing C-32 (désignation des Boeing 757 spécifiques pour l'US Air Force) acquis en 1998, spécialement aménagés et reprenant la livrée présidentielle des 747. Ils sont utilisés en avions de secours ou lorsque le président a besoin de se déplacer dans des endroits où les pistes sont trop courtes pour accueillir les Boeing VC-25A. Ils servent aussi pour le vice-président, la Première dame, des membres du cabinet présidentiel ou certains responsables du Congrès.
Cette flotte présidentielle est entretenue par le Presidential Airlift Group, qui fait partie de la 89e escadre de transport aérien de l'Air Mobility Command. Ce groupe est implanté sur la base aérienne d'Andrews à Camp Springs, dans le Maryland, à une quinzaine de kilomètres au sud-est de Washington, DC et de la Maison-Blanche.

## Les premiers présidents «volants»
Avant la Seconde Guerre mondiale, les présidents se déplaçaient peu, les longs trajets et l'absence de communications les isolant trop de la vie politique de Washington. Les rares voyages étaient effectués en train ou le long de la côte Est à bord d'un des yachts des présidents des États-Unis.
L'évolution du transport aérien durant les années 1940 et 1950 ne manqua pas de modifier cette situation. Franklin Delano Roosevelt fut le premier président à se déplacer en avion pour se rendre à la conférence de Casablanca en janvier 1943. L'avion fut choisi car beaucoup plus sûr que le bateau à la portée des sous-marins allemands qui représentaient encore une menace sérieuse dans l'océan Atlantique. L'avion utilisé était un hydravion Boeing 314.
Le premier avion spécialement réaménagé pour le président fut un C-87A Liberator Express, un avion de transport dérivé du bombardier Consolidated B-24. Il fut surnommé Guess Where II (« Devinez vers où »). Toutefois, l'appareil n'a pas été approuvé en raison de certains rapports de sécurité hautement controversés. Il ne servira donc jamais au transport du président, mais plutôt aux hauts dignitaires américains et étrangers. Il fut donc remplacé par un C-54 Skymaster, Sacred Cow (« Vache sacrée »), dans lequel Roosevelt se rendit à la conférence de Yalta en février 1945. Cet avion comprenait une partie couchettes, un radio-téléphone et un monte-charge rétractable, le président Roosevelt, handicapé, étant en fauteuil roulant. Le C-87A fut alors principalement destiné au transport de la First Lady Eleanor Roosevelt.
Après la mort de Roosevelt au printemps 1945, le vice-président Harry S. Truman lui succéda. Il remplaça le C-54 par une version modifiée d'un C-118 Liftmaster, la dénomination de l'US Air Force du Douglas DC-6, nommé Independence, peut-être en référence à la ville d'origine du nouveau président, Independence dans le Missouri. Ce fut le premier avion présidentiel qui arborait l'emblème de l'aigle américain peint sur son fuselage.
Plus tard, le président Dwight D. Eisenhower introduisit quatre autres avions à hélice pour le transport présidentiel : deux Lockheed C-121 Constellation (VC-121E) nommés Columbine II et Columbine III (le nom fut donné par la First Lady Mamie Eisenhower d'après la columbine, l'emblême floral du Colorado, son État d'adoption) et deux Aero Commander. Ces derniers seront les plus petits Air Force One de l'histoire du transport présidentiel américain. Le président Eisenhower fit moderniser la technologie à bord en y ajoutant deux téléphones et un télex air/sol.
C'est sous son mandat qu'un indicatif spécifique fut créé pour l'avion présidentiel. Il intervint après un incident en 1953 où un vol commercial d'Eastern Air Lines (8610) avait le même numéro de vol que l'avion présidentiel (Air Force 8610). Les deux avions s'étant trouvés dans la même zone aérienne, il en résulta une confusion. Après cet incident, l'indicatif unique d'« Air Force One » pour l'avion de l'US Air Force dans lequel se trouvait le président fut mis en service pour des raisons de sécurité.
Vers la fin de la présidence d'Eisenhower en 1958, l'US Air Force ajouta 3 Boeing 707-153 (dénommés Boeing VC-137A et désignés sous les codes SAM 970, 971 et 972, SAM pour Spécial Air Mission) à la flotte présidentielle. Eisenhower devint le premier président à utiliser un Boeing 707, lors de son tour de bonne volonté Flight to Peace du 3 décembre au 22 décembre 1959. Il visita onze pays asiatiques, parcourant 35 000 km en dix-neuf jours, soit environ deux fois plus vite qu'il n'aurait pu le faire sur un des Columbine. Plus tard, ces avions recevront de nouveaux réacteurs et seront dénommés Boeing VC-137B ; ils furent affectés à la 89e escadre de transport aérien. Ils n'étaient alors pas à l'usage exclusif du président mais pouvaient aussi être utilisés par des membres du Cabinet présidentiel ou des élus du Congrès américain.
Dès son élection, le président John Kennedy utilisera ces 707 pour des voyages au Canada, en France, en Autriche et au Royaume-Uni. Deux de ces avions sont actuellement exposés au Museum of Flight à Seattle (Washington) et au Pima Air and Space Museum à Tucson (Arizona).

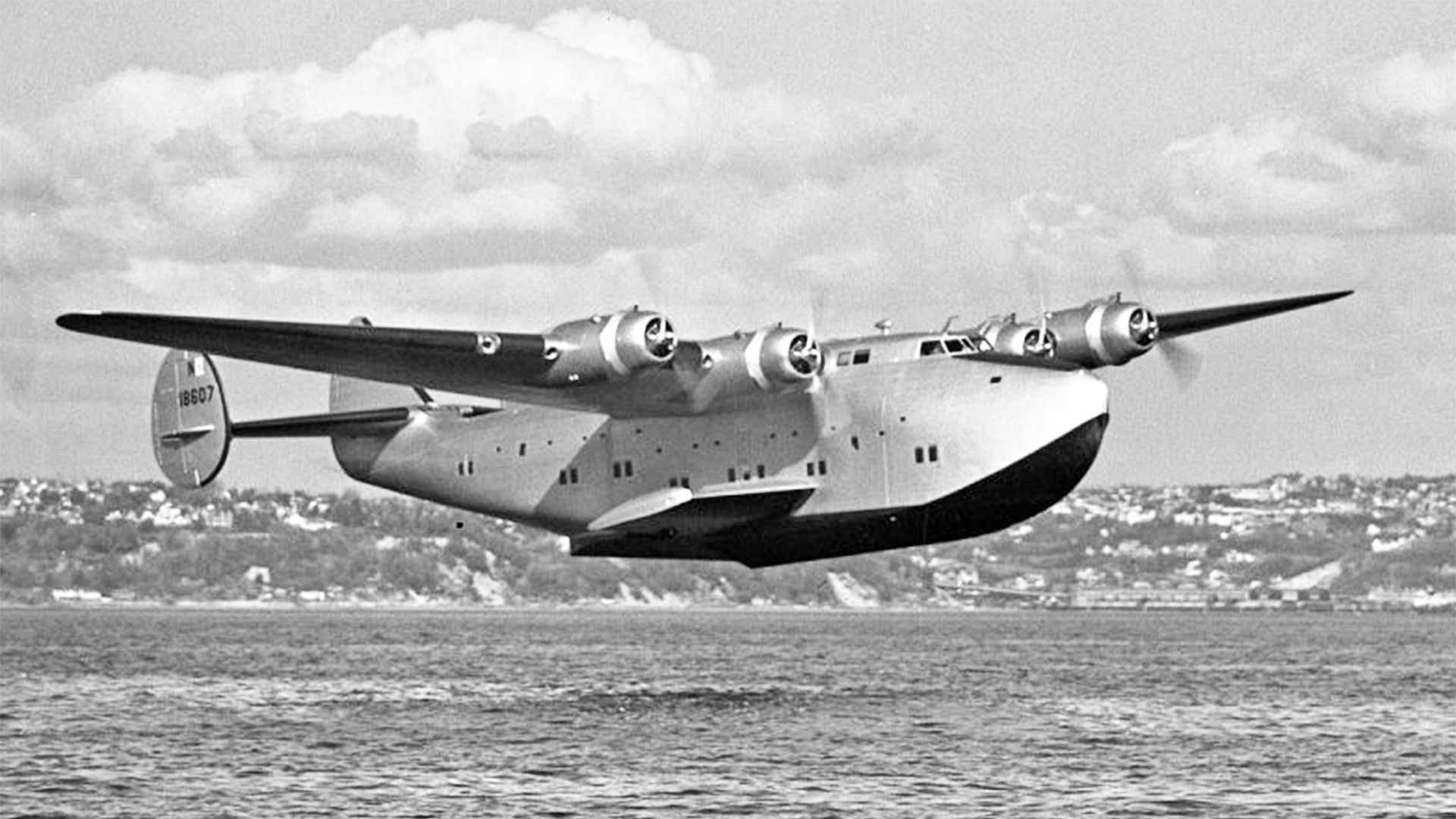
Boeing 314 Clipper. Roosevelt se rendit à Casablanca en 1943 sur un modèle similaire.
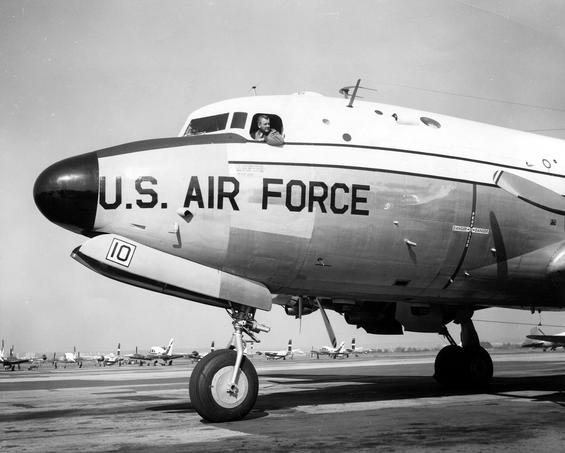
Douglas C-54 Skymaster surnommée Sacred Cow (« Vache sacrée »).
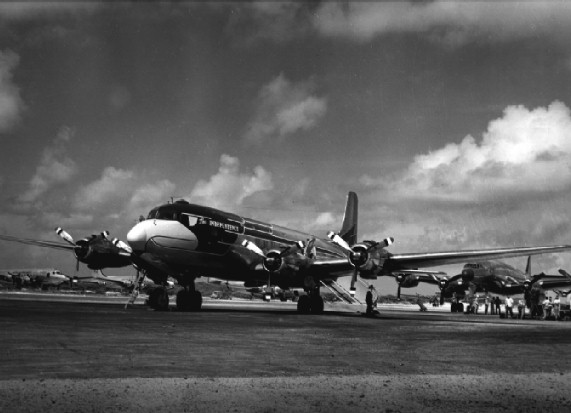
C-118 Liftmaster L'Independence.
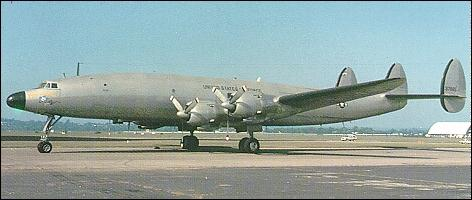
Le Lockheed Constellation Columbine III.
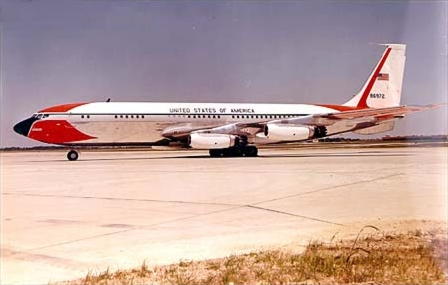
Un des Boeing 707 VC-137A.

## Boeing 707 VC-137

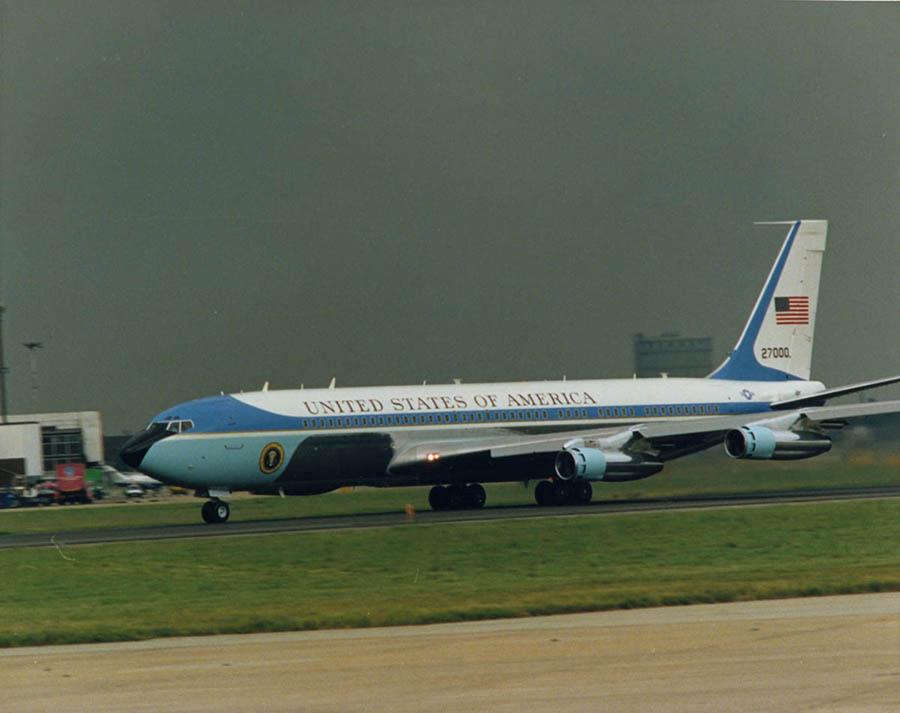
Le Boeing 707 SAM 27000 décollant de l'aéroport de Londres Heathrow avec le président Reagan à bord.

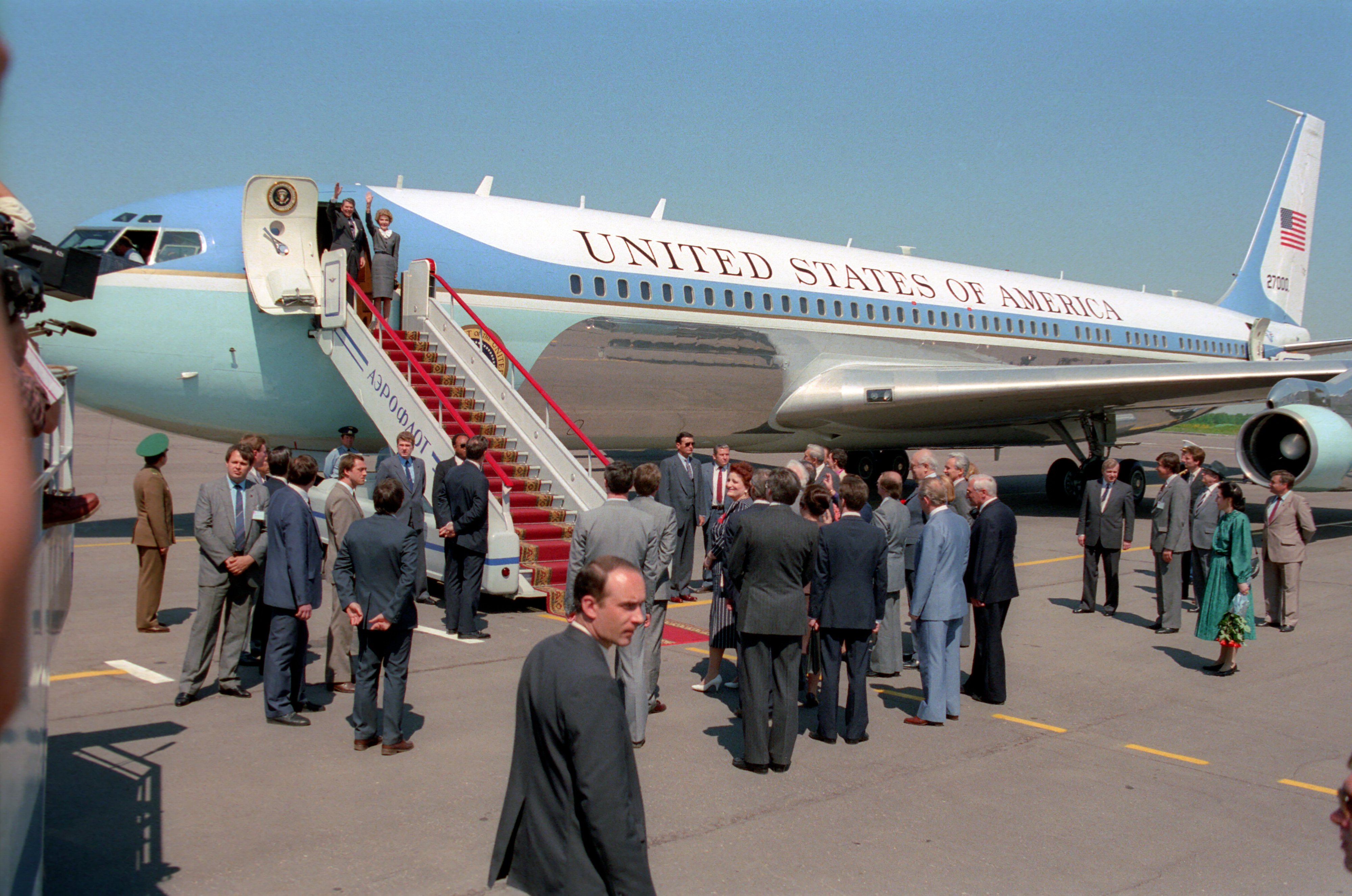
Arrivée de Nancy et Ronald Reagan à Moscou en 1988 à bord du Boeing 707 SAM 27000.

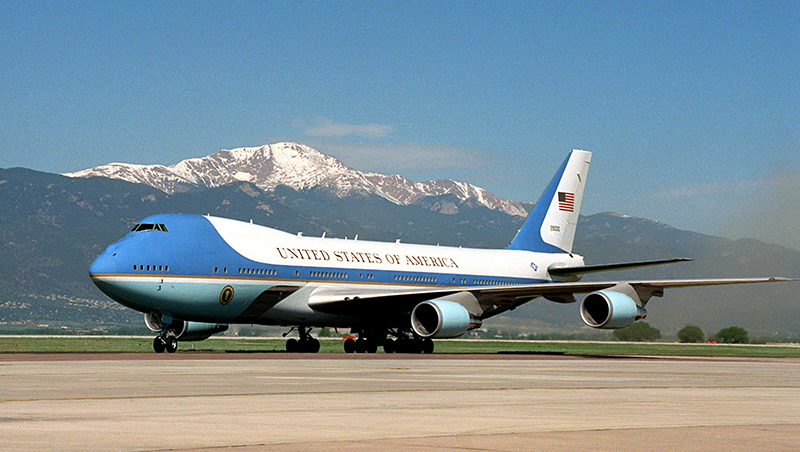
Air Force One sur un aéroport.

Personnels du 129e escadron des forces de sécurité de la Garde nationale aérienne de Californie, chargés de la protection d'Air Force One, Moffett Federal Airfield, le 6 juin 2013. Le président Barack H. Obama avait atterri à Moffett avant de se rendre à San Jose pour une déclaration sur l'Affordable Care Act.

En octobre 1962, l'administration Kennedy acheta un C-137 Stratoliner, une version modifiée d'un Boeing 707 à long rayon d'action, le premier avion conçu spécialement pour un usage présidentiel et à porter la désormais célèbre livrée bleu et blanc. Il sera connu sous la désignation de Boeing VC-137 et immatriculé SAM 26000 (SAM pour Special Air Mission).
L'US Air Force avait tenté de créer une livrée présidentielle spéciale pour cet avion, de couleur rouge et métal doré avec le nom des États-Unis écrit dans la police de caractères Letter block. Mais Kennedy trouva que l'avion faisait trop « royal » et sur les conseils de sa femme Jacqueline Kennedy, il fit appel au désigner américain d'origine française Raymond Loewy qui participa à la conception d'une version distinctive aussi bien dehors que dedans. Loewy demanda l'avis du président et sa première recherche l'emmena aux Archives nationales américaines. En regardant la première copie de la Déclaration d'indépendance, il vit le nom des États-Unis d'Amérique écrit d'une manière espacée dans une casse haute et une police de caractères nommée Caslon qu'il allait reprendre. Il choisit d'exposer l'aluminium poli sur la partie basse du fuselage et d'utiliser deux bleus distincts : un bleu ardoise associé avec le début de la jeune république américaine et de la présidence, et un bleu cyan plus contemporain pour représenter le présent et l'avenir. Le sceau présidentiel fut ajouté sur les deux côtés du fuselage, près du nez de l'appareil et un grand drapeau américain fut peint des deux côtés de l'empennage. Sur les côtés de l'appareil, on pouvait lire « UNITED STATES OF AMERICA ». Le travail de Loewy reçut immédiatement l'éloge du président et de la presse, et cette livrée présidentielle allait devenir une icône mondiale. Elle sera adaptée en 1989 aux nouveaux et plus grands Boeing 747 présidentiels.
Le Boeing VC-137 SAM 26000 fut livré à la base aérienne d'Andrews, dans le Maryland, le 10 octobre 1962. Le président Kennedy, accompagné de sa femme, l'utilisa pour la première fois en novembre 1962 pour se rendre aux funérailles d'Eleanor Roosevelt, à New York. En juin 1963, il l'utilisa pour se déplacer en Irlande et en Allemagne (dont Berlin-Ouest où il prononça sa très fameuse phrase Ich bin ein Berliner). Un mois plus tard, le SAM 26000 battit 30 records de vitesse en transportant une délégation américaine à Moscou, dont celui du vol le plus rapide sans escale entre les États-Unis et l'Union soviétique.
Le 22 novembre 1963, c'est également à bord de cet avion que John Kennedy se rendit à Dallas où il allait être assassiné. Après son décès, le vice-président Lyndon B. Johnson, qui était présent dans le cortège, deux voitures derrière celle de Kennedy, prêta serment comme nouveau président à bord d'Air Force One à l'aéroport de Love Field de Dallas avant que l'avion ne décolle. La dépouille du président Kennedy fut rapatriée dans l'avion. Les pilotes refusèrent que le cercueil soit mis dans la soute et exigèrent qu'il soit placé en cabine par respect pour le président assassiné (depuis pour leurs obsèques nationales à Washington, les cercueils des anciens présidents, Johnson, Nixon, Ford et Reagan, ont tous été transportés en cabine à bord d'un des avions de la flotte présidentielle).

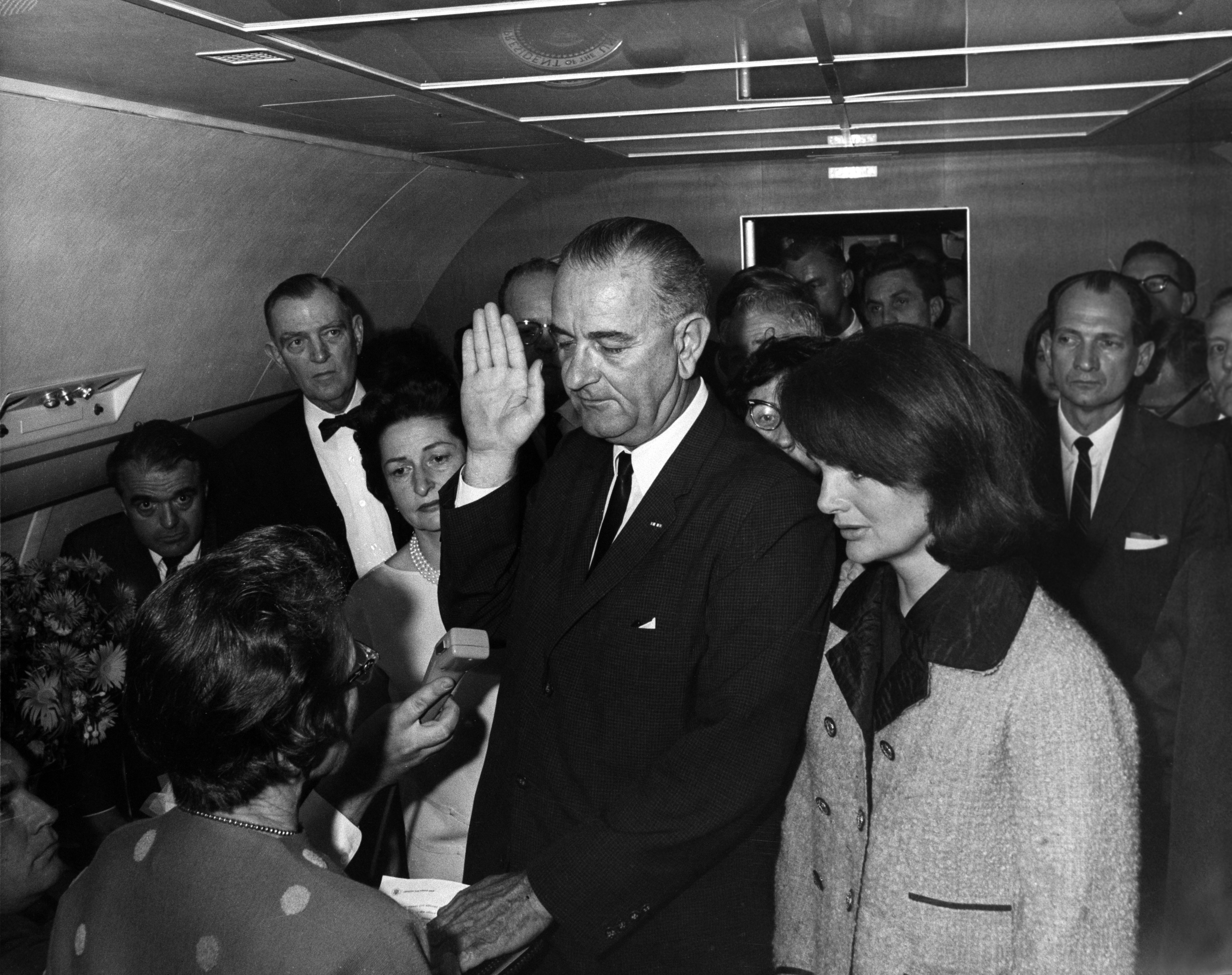
Lyndon Johnson prête serment à bord du Boeing 707 SAM 26000 à l'aéroport de Love Field à Dallas, devant la juge Sarah T. Hughes en présence de Jacqueline Kennedy.

Johnson fera quelques réaménagements intérieurs et sera le président qui utilisera le plus le Boeing 707 SAM 26000, parcourant plus de 836 000 km pendant les cinq ans de sa présidence, au point de surnommer Air Force One « mon petit avion personnel » (my own little plane). Il voyagea ainsi deux fois au Viêt Nam et réalisa des tournées en Asie en 1968 et 1969. L'année suivante, il entreprit un des plus curieux voyages présidentiels, faisant un tour du monde selon un itinéraire quasiment pas planifié, avec des escales en Californie, Hawaï, Australie, Thaïlande, Sud-Viêt Nam, Pakistan et Rome.
Son successeur Richard Nixon profitera d'une grande inspection technique de l'appareil pour le faire entièrement réaménager et moderniser les équipements à bord. Il fera installer une suite de trois pièces pour lui et sa famille, comprenant une chambre, un salon et une petite cuisine à l'avant. Les sièges pour les membres du Secret Service, l'équipe du président et ses invités se situaient alors à l'arrière de l'appareil.
Le 707 SAM 26000 sera en service de 1962 à 1998, fonctionnant de la présidence Kennedy jusqu'à la présidence Clinton. Il sera toutefois remplacé comme avion principal par un autre Boeing VC6-137, SAM 27000 en 1972. Nixon fut le premier président à l'utiliser et cet avion servira jusqu'à l'arrivée des deux Boeing 747 (SAM 28000 et SAM 29000) en 1990. Mais lorsqu'il voyageait en famille, Nixon préférait reprendre l'ancien SAM 26000 qu'il jugeait plus adapté pour cela.
Comme second avion, le SAM 26000 sera utilisé pour le transport du corps de l'ancien président Johnson en 1973 lors des funérailles nationales à Washington. En octobre 1981, il amènera le vice-président George H. W. Bush et les anciens présidents J. Carter et R. Nixon aux obsèques d'Anouar El Sadate en Égypte, le président Reagan ne s'y étant pas rendu lui-même pour des raisons de sécurité. En 1994, Nixon meurt à New York. Son corps sera rapatrié en Californie par le SAM 26000. Celui-ci effectua son dernier vol en 1998 pour rejoindre le National Museum of the United States Air Force à Dayton dans l'Ohio où il est toujours exposé.
Le SAM 27000 raccompagna Nixon de Washington en Californie après sa démission. Ayant décollé avec l'indicatif Air Force One, il en changera pour l'indicatif Air Force 27000 au-dessus du Missouri, le vice-président Gerald Ford ayant entretemps prêté serment comme président. Sous la houlette de G. Ford, dans un contexte de détournements d'avion et de montée du terrorisme dans le monde, les deux 707 seront équipés de systèmes antimissiles.

Ronald Reagan à bord du SAM 27 000. Remarquez le sceau du président des États-Unis accroché sur la cloison à l'arrière et le blouson bleu Air Force One. Il est devenu une coutume que chaque fois que le président monte à bord d'Air Force One, il retrouve sur son siège le blouson léger marqué de son nom que porte l'équipage d'Air Force One.

Ronald Reagan sera l'un des plus grands voyageurs sur le SAM 27000, parcourant plus d'un million de kilomètres à travers le monde pour mettre en œuvre sa politique étrangère, mais aussi dans une large mesure pour se rendre dans son ranch en Californie où il passait beaucoup de temps.
George H. W. Bush sera le dernier à l'utiliser comme avion principal jusqu'en 1990 et l'arrivée des deux Boeing 747 VC-25. Le SAM 27000 sera conservé comme avion de secours ou pour desservir de petits aéroports incapables d'accueillir les 747, pendant les présidences de Bush père, Clinton et Bush fils. Il effectua son dernier voyage présidentiel le 29 août 2001 en transportant le président George W. Bush et sa famille à l'aéroport de Waco au Texas, le ranch familial de Prairie Chapel se trouvant à proximité. Il s'envola une dernière fois, pour l'aéroport international de San Bernardino en Californie où il fut démonté (ailes, empennage et trains d'atterrissage) pour être transporté par la route jusqu'à la Ronald Reagan Presidential Library, la bibliothèque présidentielle dédiée à la présidence Reagan, à Simi Valley où il fut réassemblé et s'y trouve désormais exposé.
|  |  |

## Boeing 747 VC-25A

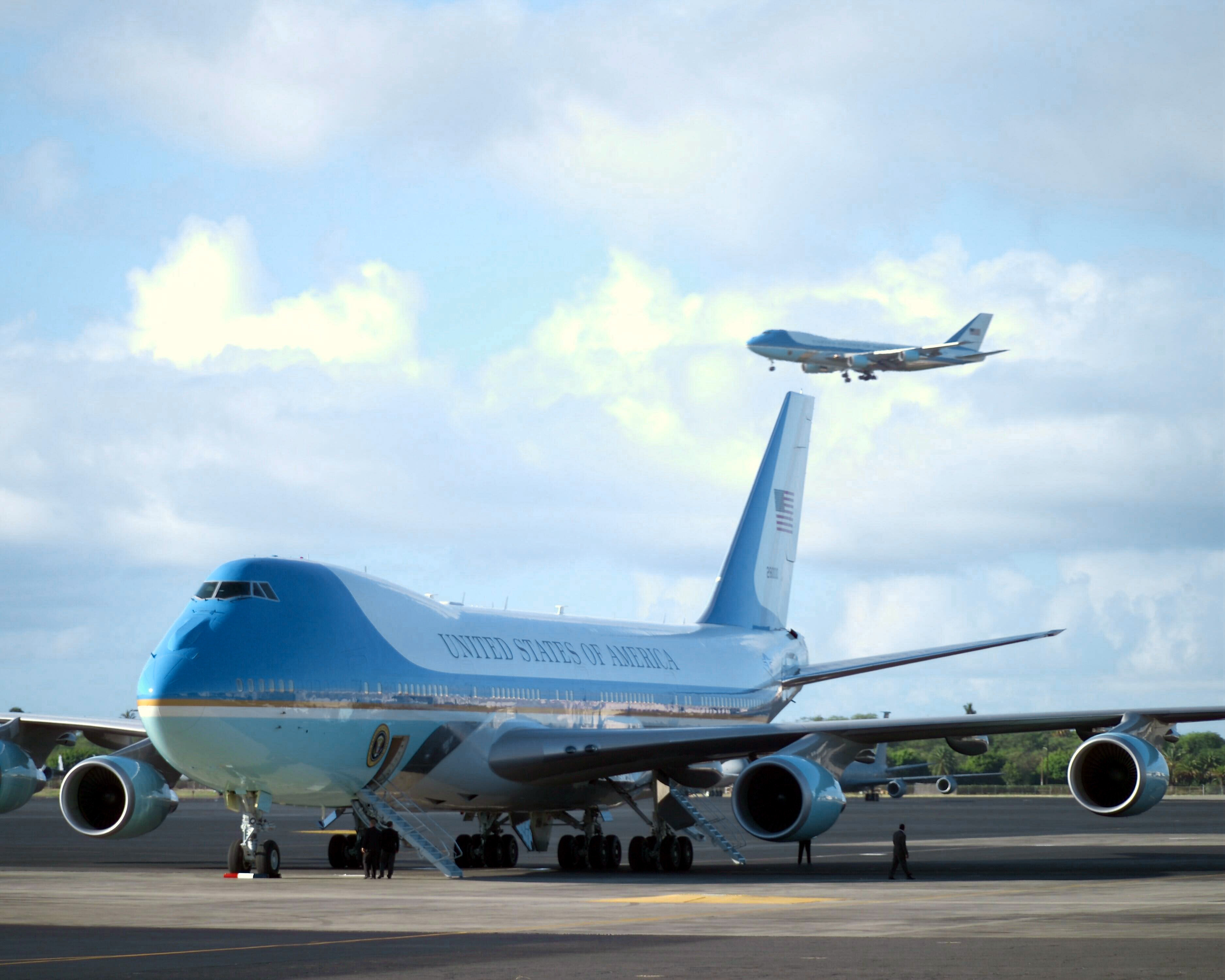
Les 2 Boeing VC-25A à la base aérienne d'Hickam lors d'une visite du président Bush à Hawaii en 2003.

C'est sous la présidence de Ronald Reagan que débutèrent la fabrication et l'aménagement de deux Boeing 747 200B affectés au transport présidentiel sous la désignation Boeing VC-25. Le premier fut mis en service en 1989. Le vol initial en tant qu'Air Force One eut lieu le 6 septembre 1990 et transporta le président George H. W. Bush au Kansas puis en Floride avant de rentrer sur Washington.
Son fils, George W. Bush, durant ses huit ans de présidence a volé plus de 1 675 fois, 200 fois en moyenne par année, sur Air Force One. La plupart de ses vols étaient aux mains du colonel Mark Tillman, commandant du Presidential Airlift Group au sein de la 89th Airlift Wing (89e escadre de transport) qui l'a ainsi emmené dans tous les États américains à l'exception du Vermont et dans 75 pays étrangers. Le colonel Tillman a pris sa retraite de l'US Air Force à la fin du mandat de George Bush, accomplissant son dernier voyage à bord de l'un des deux 747 VC 25A pour raccompagner l'ancien président au Texas son état d'origine, quelques heures seulement après la prestation de serment de son successeur Barack Obama.
Le président Bush vola également une fois sans l'indicatif Air Force One, lors d'un voyage secret à Bagdad (où il ne resta que quelques heures) en novembre 2003 pour célébrer la fête de Thanksgiving avec les troupes américaines. Le 747 s'identifia aux contrôles aériens comme un Gulfstream de l'US Air Force. L'avion présidentiel de secours qui suivait fit de même.
Barack Obama a effectué son premier vol sur Air Force One en tant que président le 5 février 2009 dans un court voyage pour se rendre de Washington à Williamsburg en Virginie. Alors qu'il n'était que président élu, l'un des avions présidentiels, un Boeing C-32, fut mis à sa disposition pour son départ définitif de Chicago vers Washington le 5 janvier 2009 (ce qui fera appeler l'avion par une journaliste du New York Times « Air Force One-elect »). L'avion était alors piloté par le colonel Scott Turner qui est le nouveau pilote attitré du président américain (en 2005, Barack Obama, alors sénateur, avait pris une fois Air Force One lors d'un retour de Springfield (Illinois) vers Washington, D.C., invité par George W. Bush pour rentrer sur la capitale fédérale après que les deux hommes eurent participé à l'inauguration de l'Abraham Lincoln Presidential Library and Museum).

### Air Force One pendant le 11 septembre 2001

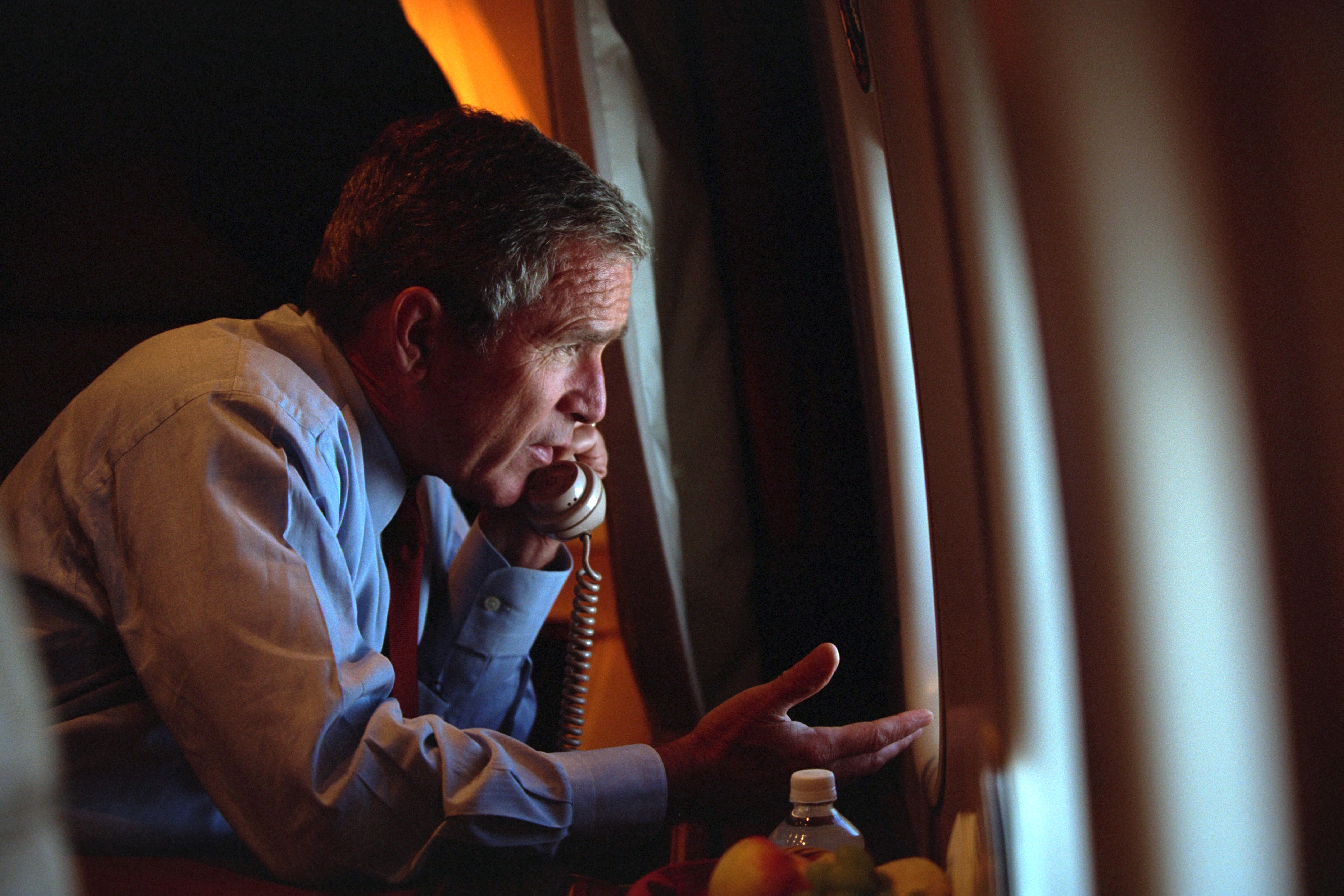
Le président George W. Bush à bord d'Air Force One, au téléphone avec le vice-président Dick Cheney, le 11 septembre 2001. L'avion rentre alors vers la base aérienne d'Andrews, escorté par deux chasseurs de l'US Air Force.

Air Force One connaîtra sa plus importante situation de crise pendant les attentats du 11 septembre 2001. Le président George W. Bush est en déplacement dans une école à Sarasota, en Floride, lorsqu'on l'informe de l'attaque terroriste sur les tours du World Trade Center. Il va alors tenir sa première réunion de catastrophe dans une classe de l'école rapidement aménagée et équipée en système de communications par le Secret Service.
Moins d'une heure plus tard, le président s'envole en urgence sur Air Force One de l'aéroport international de Sarasota-Bradenton. L'avion va atteindre une altitude de croisière et faire des cercles pendant quarante minutes en attente du choix d'une destination sécurisée. L'espace aérien ayant été bouclé, il est, outre les jets de l'armée américaine, le seul appareil en vol au-dessus des États-Unis. C'est depuis son bord que le président Bush donne l'autorisation d'abattre tout avion de ligne ou autres menaçants.
L'appareil ira se poser d'abord sur la base aérienne de Barksdale, en Louisiane, alors en état d'urgence. En effet, le président souhaitait faire une annonce nationale sur les ondes, mais en était dans l'impossibilité technique à bord d'Air Force One. Le temps de ravitailler le VC-25A en carburant et surtout en vivres pour plusieurs mois[réf. nécessaire] (dans le cas d'un siège), il repartira vers la base aérienne d'Offutt, dans le Nebraska, où se trouve le bunker de l'United States Strategic Command, avant de retourner à Washington, D.C. Il est alors escorté par des F-16 de l'US Air Force, une première pour un vol d'Air Force One au-dessus du territoire américain. Les officiels de la Maison-Blanche expliqueront le lendemain qu'ils disposaient d'informations selon lesquelles la Maison-Blanche et Air Force One étaient des cibles éventuelles prévues par les terroristes. L'enquête ultérieure démontrera que l'avion présidentiel ne figurait pas dans les cibles programmées par les auteurs des attentats.
Depuis lors, Air Force One a été équipé en conséquence afin de permettre au président de faire une annonce en radiodiffusion nationale directement depuis l'appareil en vol.

### Incident du 27 avril 2009 au-dessus de New York

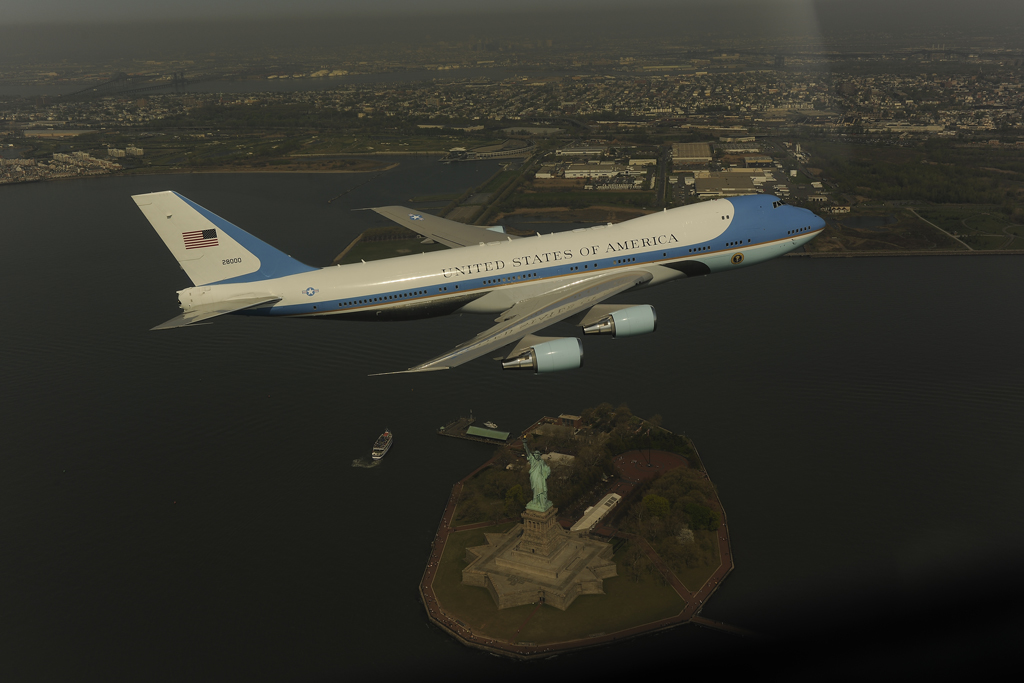
Photo du Boeing VC-25 prise au-dessus de la statue de la Liberté le 27 avril 2009. Le survol de la ville provoquera un début de panique à Manhattan.

Le 27 avril 2009, un des Boeing VC-25A accompagné de deux chasseurs de l'US Air Force survole New York à basse altitude pour être pris en photo au-dessus de la statue de la Liberté et d'autres lieux emblématiques de la ville.
Cette vision d'un avion de ligne suivi par des avions de chasse créa un début de panique chez certains New-Yorkais, marqués par les attentats du 11 septembre 2001, et provoqua la colère du maire de la ville Michael Bloomberg, non prévenu de ce survol.
Louis Caldera, directeur du bureau militaire de la Maison-Blanche, qui avait planifié cette opération, dut présenter des excuses publiques et une opération similaire qui devait avoir lieu au-dessus de Washington les semaines suivantes fut purement et simplement annulée. Louis Caldera a été contraint de démissionner le 8 mai 2009 à la suite de cet événement.

### Caractéristiques des 747 VC-25A

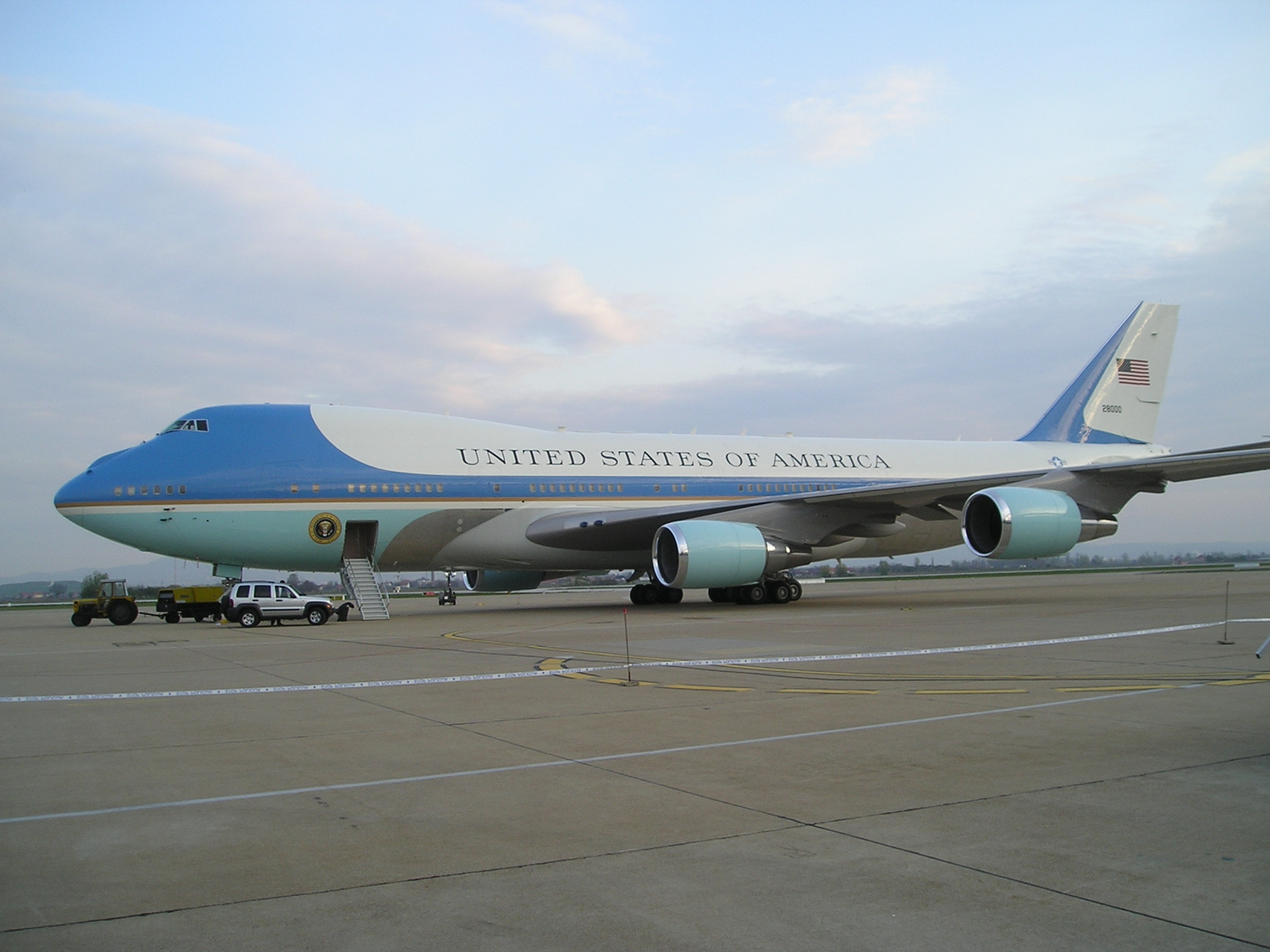
Air Force One à l'aéroport de Zagreb en mars 2008. La légère protubérance sur le haut du nez masque un réceptacle, lequel une fois ouvert permet de ravitailler en vol en carburant Air Force One par un avion ravitailleur.

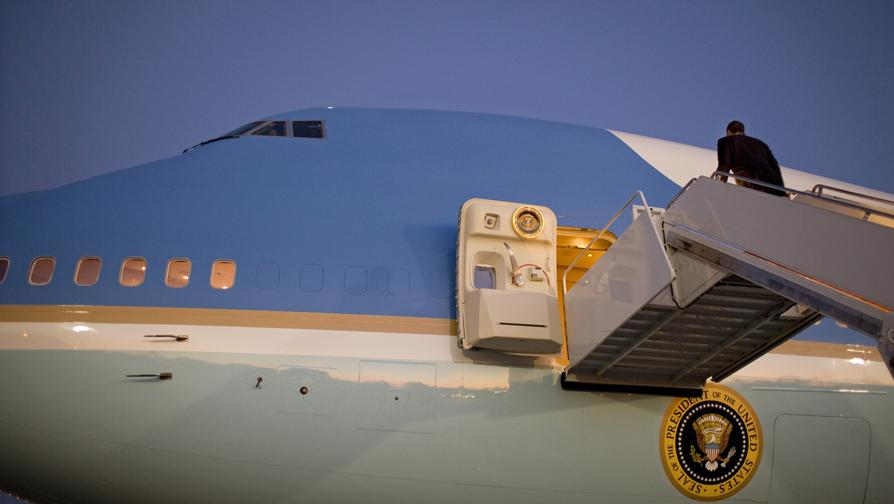
Barack Obama montant à bord d'Air Force One pour la première fois en tant que Président des États-Unis en février 2009. On aperçoit le sceau du président des États-Unis sur la carlingue et sur l'intérieur de la porte. Les hublots éclairés sont ceux de la suite présidentielle, à l'avant de l'appareil.

Si les deux Boeing 747 présidentiels présentent trois niveaux comme les Boeing 747 standards, leur intérieur a été totalement réaménagé. Le câblage électrique, long de 383 kilomètres, soit deux fois celui d'un Boeing 747 ordinaire, est blindé afin de résister à une impulsion électromagnétique générée par une explosion atomique. S'y ajoutent des contre-mesures électroniques, un brouilleur radar, des leurres pour tromper des missiles à tête chercheuse, ainsi que d'autres équipements dont la nature précise est tenue secrète.
L'avion a une capacité de vol de 12 600 km, soit environ un tiers du tour de la terre avec 80 personnes à bord. Il peut être ravitaillé en vol. En 2008, le coût d'une heure de vol était estimée à 40 000 dollars, principalement pour le carburant.
L'avion reprend la livrée bleu et blanc avec l'inscription "United States of America" courant sur la partie haute du fuselage, qui avait été créée par Raymond Loewy pour le Boeing 707 utilisé par le président Kennedy. Le drapeau américain est représenté sur les deux côtés de la dérive et le sceau du président des États-Unis, près des deux portes avant de l'appareil.

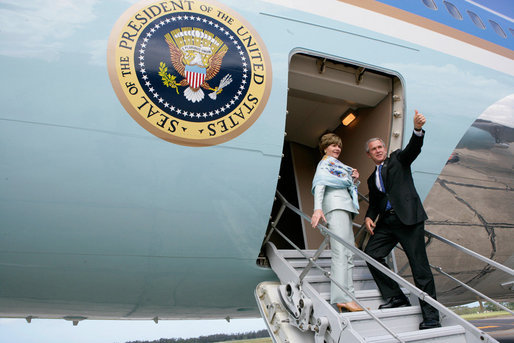
George et Laura Bush montant par la porte basse avant.

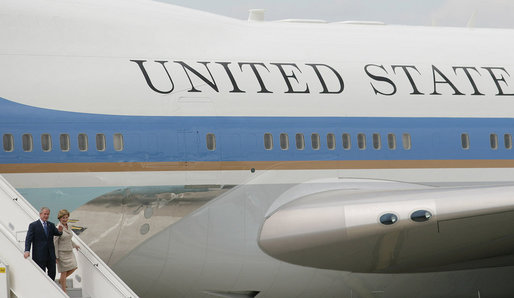
George et Laura Bush arrivant à l'aéroport d'Orly (Paris) en juin 2008.

Les 747 VC-25A présentent une superficie de +/-370 m2, reconfigurée pour pouvoir répondre aux besoins présidentiels. Le plus bas des trois niveaux est principalement aménagé en soute à bagages et pour le stockage de la subsistance à bord. L'avion peut emporter plus de 2 000 repas de manière à rester autonome toute la durée d'un long voyage présidentiel. Ce niveau possède aussi, à l'avant et à l'arrière, deux portes passagers annexes à l'appareil utilisées pour le service, lesquelles permettent aussi de monter et descendre sans passerelle aéroportuaire. Le deuxième niveau est occupé par le président et sa proche équipe, et le troisième (la « bosse » des 747) comprend le cockpit, un petit espace de repos pour l'équipage avec quatre sièges et tables d'un côté et deux couchettes de l'autre  et à l'arrière un centre où quatre personnes gèrent les communications et la protection de l'appareil. Ce centre permet ainsi à l'avion de disposer de 87 lignes de téléphone dont des communications sécurisées, d'Internet, et de recevoir les chaines satellite de télévision.
Le deuxième niveau est aménagé, de l'avant vers l'arrière du 747, avec un espace présidentiel qui comprend la suite pour le président avec une chambre-salon située à la pointe avant de l'avion, meublée avec deux canapés convertibles en deux couchettes, des fauteuils et un bureau de travail, une petite salle de bains équipée d'une douche, de deux lavabos et de toilettes, un grand bureau avec un large bureau de travail, un fauteuil invité et un large canapé d'angle. Cet espace est desservi par un couloir courant sur le côté gauche de l'avion, avec côté espace présidentiel un sas vers la porte extérieure principale utilisée habituellement par le président. Se trouvent également dans ce couloir, toujours côté espace présidentiel un canapé et deux sièges occupés pendant le vol par deux membres du Secret Service. Contigüe au bureau, se trouve une pièce médicale qui comprend une table d'opération, un appareil de radiographie, des équipements et fournitures de médecine d'urgence et une pharmacie bien fournie. Un médecin et un infirmier sont présents durant tous les vols présidentiels. George W. Bush y avait fait rajouter un temps un tapis roulant d'entraînement.
Après les escaliers d'accès aux niveaux supérieur et inférieur et le long du couloir, se trouvent sur la partie droite, un petit salon salle à manger pour quatre personnes, deux cuisines (avec le petit office du niveau supérieur, elles peuvent être utilisées pour préparer et servir jusqu'à cent personnes à la fois), une salle de conférence insonorisée comprenant écrans télé, téléphones, une grande table pour huit personnes et des canapés le long des parois pouvant se transformer en lit. Le couloir dessert un espace de huit sièges en face-à-face avec tables et quatre sièges supplémentaires et un petit local avec bureaux avec ordinateurs et imprimantes. On débouche enfin sur la partie arrière de l'appareil, marquant la fin de la partie surnommée « La Maison-Blanche », nom donné à l'espace utilisé par le président et ses proches collaborateurs. Outre une cloison avec porte, cette limite est aussi marquée par un changement de la couleur de la moquette (passant du beige au bleu) ainsi que par des boucles de ceinture de siège qui ne portent plus le sceau présidentiel. Cette partie arrière, de conception plus classique, comprend un premier espace avec au centre huit fauteuils en 2x2 en face-à-face avec table centrale et sur les côtés deux sièges supplémentaires et des portes d'accès extérieures. C'est l'espace invité où souvent s'assoient les personnalités qui accompagnent le président sur un voyage. Cet endroit est aussi prévu pour être facilement aménageable pour le transport du cercueil des anciens présidents à bord d'Air Force One, comme cela fut le cas pour les obsèques nationales de Ronald Reagan et de Gerald Ford.
Suivent trois espaces distincts équipés de sièges semblables à des sièges de classe affaires d'une compagnie aérienne régulière. On trouve d'abord de chaque côté de l'escalier d'accès au niveau inférieur, une dizaine de sièges réservés au personnel de sécurité (Secret Service et US Air Force) puis sur la partie droite et centrale quatorze sièges dont 2 avec bureaux, en général occupés par les journalistes autorisés à accompagner le président à bord d'Air Force One (le reste du pool de journalistes américains accrédités suivent à bord d'un autre avion, souvent un 747 affrété à United Airlines, mais dont les places sont payantes) et sur la partie gauche une dizaine de sièges pour l'équipage. Se trouvent également dans cette partie arrière de petits espaces de service, des toilettes et un escalier d'accès à la soute et à la porte arrière annexe. Une règle sur Air Force One veut qu'un voyageur, hors personnel de bord, peut toujours se déplacer vers l'arrière de la place qui lui est affectée mais jamais vers l'avant. Les journalistes ou voyageurs de l'arrière sont ainsi strictement cantonnés à cet espace.
Lors des visites présidentielles, le 747 sur le tarmac s'arrête toujours avec le côté gauche tourné vers le public et les officiels, côté où se trouve la porte principale de l'appareil. Cela permet aussi d'améliorer la sécurité en cachant le côté où se trouvent le bureau, le salon et la salle de conférence présidentiels.
Lors de ces déplacements, la logistique présidentielle implique que le 747 soit précédé par un convoi aérien de quelques avions cargos (incluant en général au moins deux C-17 Globemaster III) qui transportent la limousine présidentielle (« Cadillac One »), une limousine similaire de secours, d'éventuelles autres limousines pour servir de leurre, une ambulance et d'autres équipements nécessaires à l'entourage présidentiel. Des hélicoptères présidentiels du HMX-1 VH-3D Seaking et VH-60N Whitehawk en tant que Marine One sont également transportés. Un autre avion présidentiel de secours (l'autre 747 VC-25A ou un Boeing C-32) accompagne aussi Air Force One lors des déplacements.
Ainsi, pour le voyage présidentiel de Bill Clinton de neuf jours en Chine en 1998, le Air Mobility Command effectue 33 vols de C-5, 2 de C-141, et 7 de KC-135.

Aménagements intérieurs du Boeing 747-VC25 sous les administrations Bush et Obama
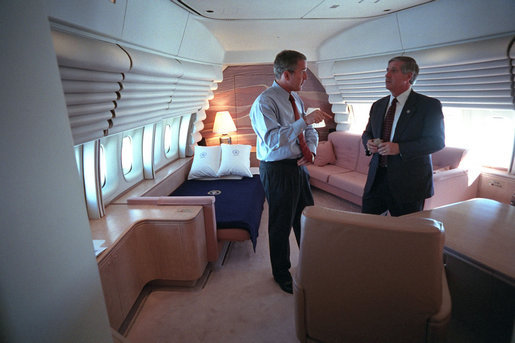
11 septembre 2001 : George Bush discute avec Andrew Card, Chief of staff de la Maison Blanche dans la suite présidentielle, à l'avant de l'appareil.
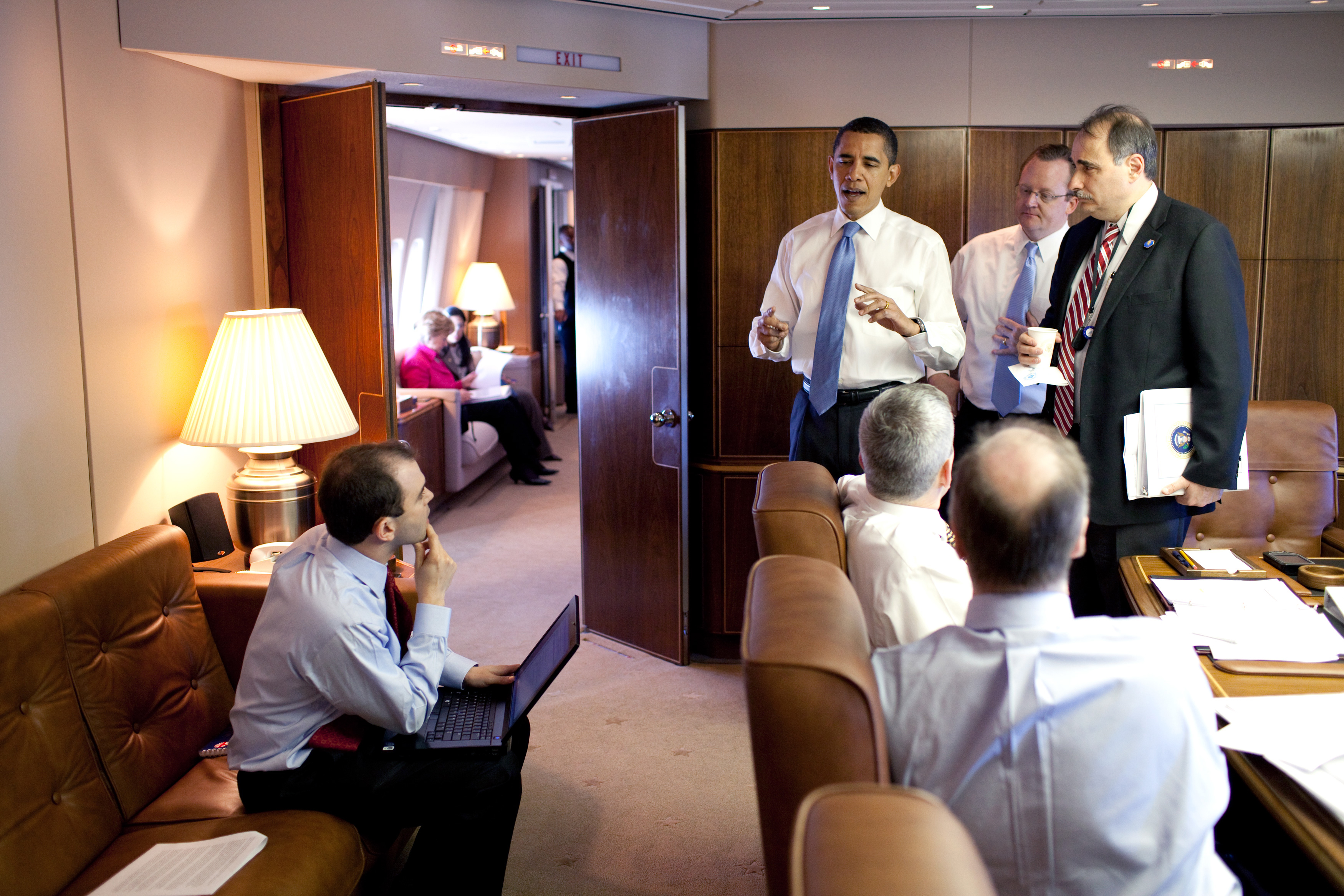
Barack Obama avec son équipe dans la salle de conférence d'Air Force One durant un vol en avril 2009 entre l'Angleterre et Strasbourg.
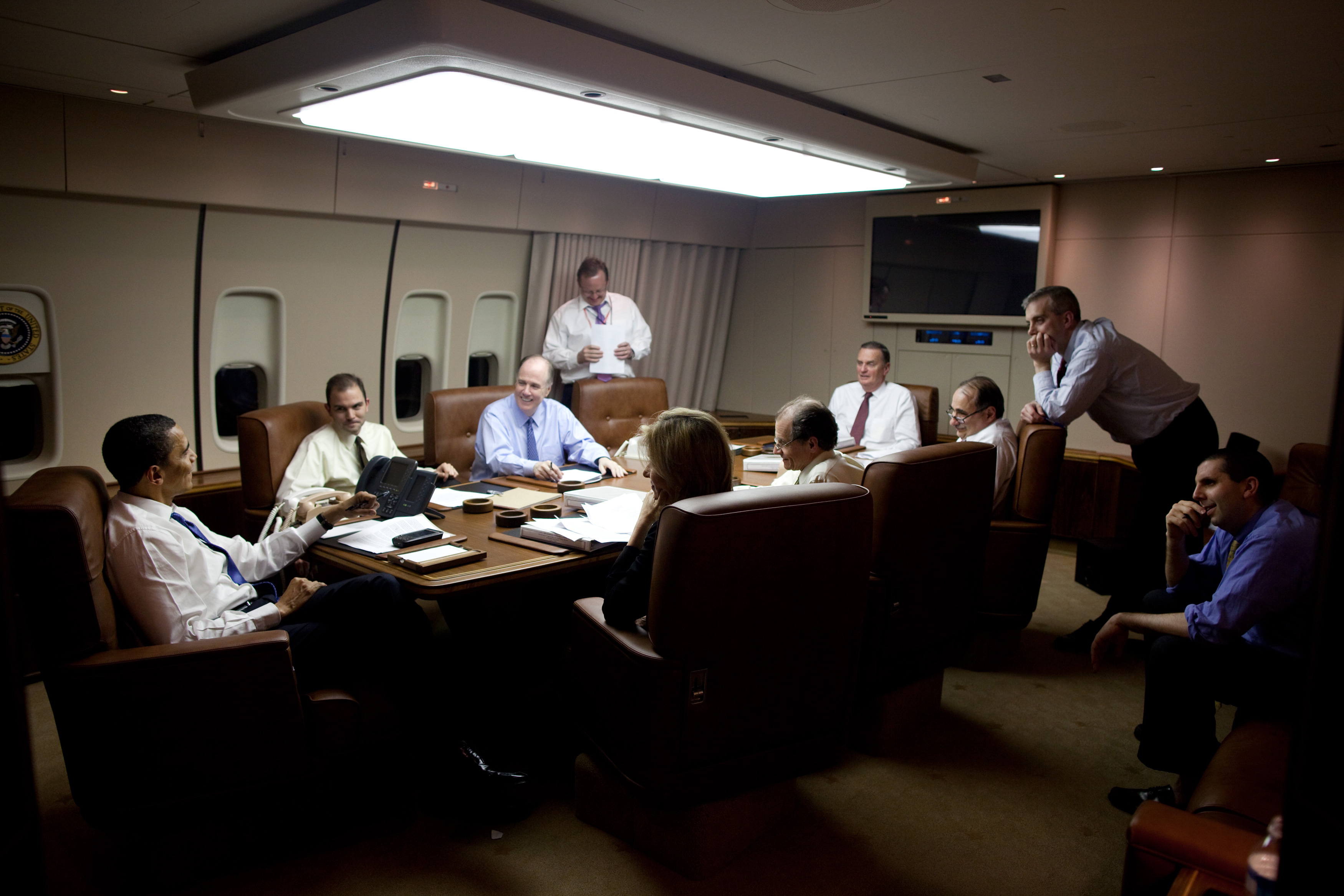
Barack Obama en conférence avec son équipe en avril 2009, lors d'un vol entre Prague et Ankara.
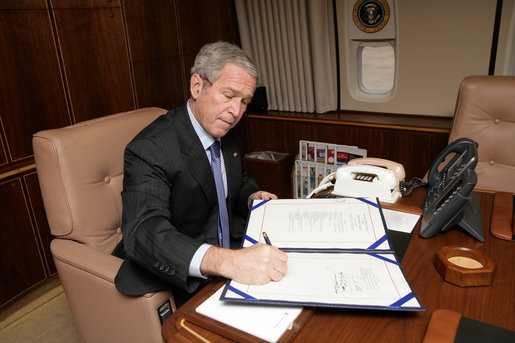
Le président Bush signant une loi budgétaire le 26 décembre 2007 dans la salle de conférence d'Air Force One.
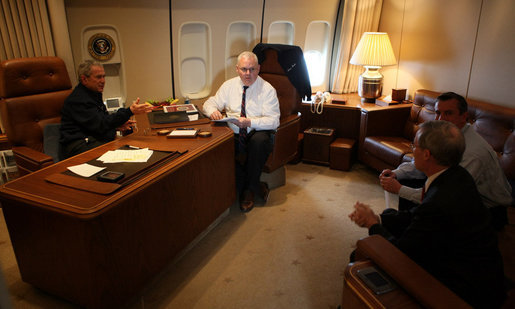
George Bush dans le bureau présidentiel avec sa « plume » Bill McGurn, Stephen Hadley et Ed Gillespie lors d'un vol pour le Bahreïn le 10 janvier 2008.
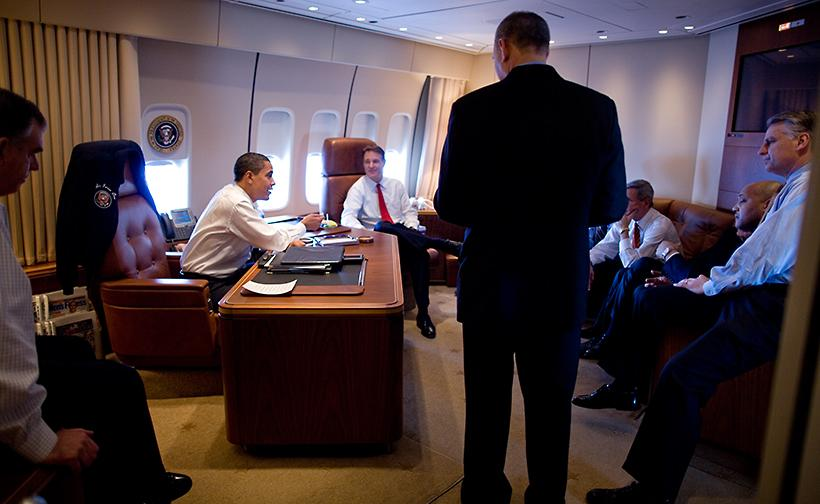
Le président Barack Obama parle avec des membres de la délégation de l'Indiana du Congrès américain en route pour Elkhart (Indiana), pour une réunion publique dans cette ville en février 2009. Il est fréquent que lors d'un déplacement dans un État américain, le président voyage avec des sénateurs ou représentants de cet État.
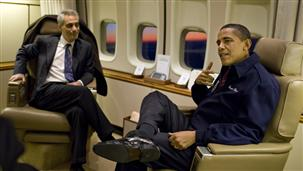
Barack Obama avec son chef de cabinet Rahm Emanuel dans le salon de la suite présidentielle le 5 février 2009, lors de son premier vol en tant que président. Il a pour l'occasion revêtu son blouson Air Force One personnalisé, toujours disponible pour chaque président dans l'avion.
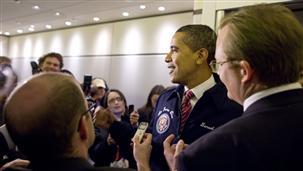
Obama et le porte-parole de la Maison Blanche Robert Gibbs passent saluer la presse à l'arrière de l'appareil dans l'espace réservé au pool de journalistes qui suit les déplacements présidentiels avant le décollage le 5 février 2009.

### Équipage
Air Force One vole toujours avec un pilote, un copilote, un ingénieur-mécanicien et un navigateur. L'équipage comprend également un chef steward dirigeant une équipe de plusieurs personnes dont cinq affectées aux cuisines et un chef de sécurité à la tête d'une équipe chargée de la sécurité de l'avion en l'air et, avec le Secret Service, au sol. L'équipage complet, tous membres de l'US Air Force, comprend ainsi 26 personnes (pour 80 passagers maximum).

## Autres avions
Certains autres avions sont ou ont été opérés par la 89e escadre dont certains ont pu servir d'Air Force One à l'occasion comme le Lockheed C-140 Jetstar dans les années 1970 et 1980. Actuellement[Quand ?] la flotte présidentielle, outre les deux Boeing 747 comprend 3 Boeing C-32 (désignation du Boeing 757 spécifiques pour l'US Air Force) qui portent également le sceau et la livrée présidentiels. Ces trois avions sont stationnés et entrenus à la base aérienne d'Andrews où un hangar spécifiquement construit les abrite tous les trois.

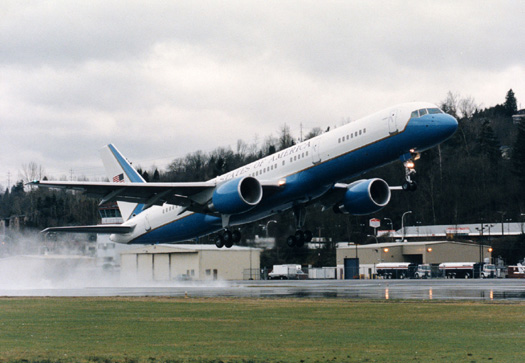
Boeing C-32, fréquemment utilisé comme Air Force Two.

## Air Force Two
Lorsque le vice-président des États-Unis voyage à bord d'un aéronef de l'US Air Force, celui-ci prend l'indicatif Air Force Two même si le vice-président voyage sur l'un des deux 747 présidentiels (le président étant susceptible d'utiliser l'un ou l'autre des appareils, leur aménagement intérieur est identique). Le vice-président voyage plus fréquemment sur le Boeing C-32 ou sur un Boeing C-40 de l'US Air Force.

## Futur Air Force One
Le magazine en ligne Flight Global indiquait en octobre 2007 que l'Air Mobility Command de l'US Air Force étudiait déjà un possible remplaçant pour les deux Boeing 747 VC-25A dont les nouveaux Boeing 747-8 et Airbus A380. Le 7 janvier 2009, le Materiel Command de l'US Air Force a émis une nouvelle demande de propositions (New Request For Proposals ou RFP) pour un avion de remplacement qui entrerait en service vers 2017, suivi par deux autres exemplaires en 2019 et 2021. Le 29 janvier 2015, l'US Air Force confirme que le futur avion présidentiel américain sera bien un Boeing 747-8. En effet, le cahier des charges imposait un appareil quadriréacteur de fabrication américaine, ce qui ne laissait aucun doute. Deux exemplaires vont être commandés et devraient entrer selon les prévisions d'alors en service vers 2023. Le 6 décembre 2016 le président élu Donald Trump annonce sur Twitter que le coût du nouveau 747 présidentiel s'élève à quatre milliards de dollars et demande l'annulation de la commande,. Boeing a déjà un contrat de développement préliminaire en cours avec l'Air Force pour 170 millions de dollars, le coût total est estimé temporairement à 3,2 milliards par le Government Accountability Office et le budget prévu par l'Air Force pour ce programme est de 3,9 milliards,.
Les 747-8 choisis sont des avions construits pour la compagnie aérienne russe Transaero qui n'ont jamais été livrés. Les travaux pour la conversion en VC-25B, appellation choisie pour cette version, ont commencé le 25 février 2020 pour le premier d'entre eux dans une installation de Boeing à San Antonio, il est prévu à cette date qu'il entre en service en 2024. La livraison des appareils a depuis été repoussé à 2029 au plus tôt. Le coût total de programme est estimé, en 2019, à 5,2 milliards de dollars.

## Dans la culture populaire
Air Force One est probablement, après la Maison-Blanche et son bureau ovale, le symbole le plus connu du président américain. Il est au centre de l'action d'Air Force One, film de 1997 avec Harrison Ford. Il apparaît dans plusieurs autres films comme New York 1997, Independence Day, 2012, Superman, Dans la ligne de mire, Transformers, Iron Man 3, Air Collision Apocalypse, White House down ou La Chute de Londres, dans des séries télévisées comme 24 Heures Chrono, Hawaii 5-0, À la Maison-Blanche, NCIS : Enquêtes spéciales (voir épisode pilote), Designed Survivor (sur Netflix), Commander in Chief et est un lieu fréquent dans la saison 3 de House of Cards. Air Force One apparait aussi dans plusieurs livres.
Mais ces films prennent souvent des libertés avec les caractéristiques réelles de l'appareil ; ainsi le film Air Force One décrit des parachutages depuis une plateforme arrière (impossible à cause de la turbulence de sillage générée par le 747) et une capsule d'éjection (qui n'existe pas). Par contre la reconstitution intérieure d'Air Force One dans la série House of Cards est elle très fidèle à la réalité.
L'avion a fait l'objet d'un timbre des postes américaines de 4,60 dollars.
En 2006, un graffeur américain, Marc Ecko monta un canular à l'aide d'un habile montage vidéo faisant croire qu'il avait réussi à graffer l'un des réacteurs d'Air Force One.

## Exposition des anciens avions

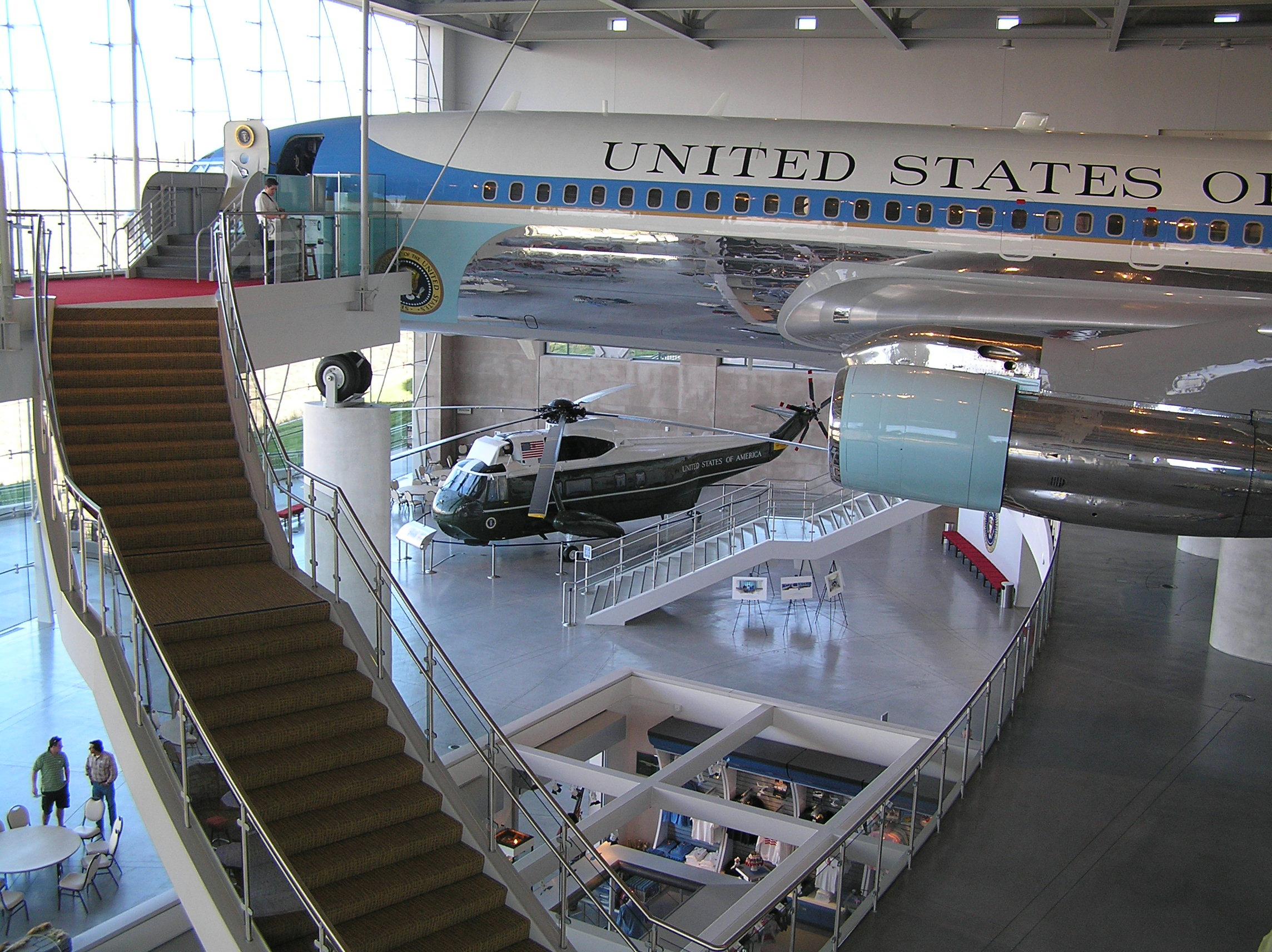
Le SAM 27000 Air Force One et un des hélicoptères Marine One exposés à la Ronald Reagan Presidential Library.

Plusieurs avions présidentiels ayant servi comme Air Force One sont désormais exposés au public :
- Le National Museum of the United States Air Force, sur la base aérienne de Wright-Patterson près de Dayton dans l'Ohio abrite dans un hangar spécial, les avions Sacred Cow, Independence, Columbine III, et le Boeing VC-137C SAM 26000 et d'autres plus petits appareils présidentiels.
- Le Museum of Flight de Seattle abrite l'ancien Boeing 707 VC-137B SAM 970.
- La Ronald Reagan Presidential Library à Simi Valley en Californie abrite le Boeing VC-137C SAM 27000 (qui a servi de la présidence Nixon jusqu'au début de la présidence de George W. Bush). Le pavillon nommé Air Force One de cette bibliothèque présidentielle qui abrite aussi un ancien hélicoptère Marine One, a ouvert ses portes au public en octobre 2005.
- Le Pima Air and Space Museum à Tucson (Arizona), abrite un VC-118A Liftmaster utilisé par le président Kennedy.

## Autres moyens de transports présidentiels
Les hélicoptères présidentiels sont opérés par le Corps de Marines. Lorsque le président voyage sur l'un de ceux-ci, ce dernier a alors la désignation de Marine One. Jusqu'en 1976, le transport présidentiel par hélicoptère était partagé avec l'US Army, l'hélicoptère de l'armée prenait alors le code Army One.
Lors du transport d'un président américain en exercice sur un aéronef de l'US Navy, celui-ci prend le code de Navy One. Cela ne s'est produit qu'une seule fois, le 1er mai 2003 lorsque George W. Bush apponta sur le porte-avions USS Abraham Lincoln, pour y prononcer son discours « Mission accomplie » annonçant la fin de la première phase des combats après l'invasion de l'Irak. Si un président était amené à utiliser un avion ou un hélicoptère des garde-côtes, celui-ci aurait l'indicatif Coast Guard One.
Pour un voyage sur un avion civil, celui-ci a le code Executive One. Cela n'est arrivé qu'une fois en 1973 lorsque Richard Nixon prit un vol régulier d'United Airlines entre Washington et Los Angeles pour « montrer l'exemple à la nation pendant la période actuelle de crise de l'énergie » et « montrer sa confiance dans les lignes aériennes ». Néanmoins, l'avion était suivi par Air Force One.
Le 8 mars 2000, le Président Bill Clinton a voyagé au Pakistan à bord d'un Gulfstream III, un jet d'affaires de l'US Air Force, sans marquage, tandis qu'un autre avion avec le code radio « Air Force One » volait sur la même route quelques minutes plus tard. Cette diversion, qui fut rapportée par la suite par différents médias américains, a sans doute été menée afin d'éviter qu'une attaque terroriste n'abatte l'appareil dans lequel se trouvait le président.
L'US Air Force opère également quatre Boeing E-4 spécialisés dans le rôle de poste de commandement en cas de guerre nucléaire. Durant la guerre froide, un Boeing E-A suivait à distance Air Force One dans ses déplacements, car il était nettement mieux équipé que ce dernier en télécommunications en cas de guerre mondiale et devait alors servir de Poste de commandement volant pour le président américain.

## Équivalents dans d'autres pays
De nombreux pays disposent d'avions destinés aux transports de leur chef d'État, chef et membres du gouvernement, le plus souvent exploités par les forces aériennes du pays ou la compagnie aérienne nationale.